# 윌리엄 버지스

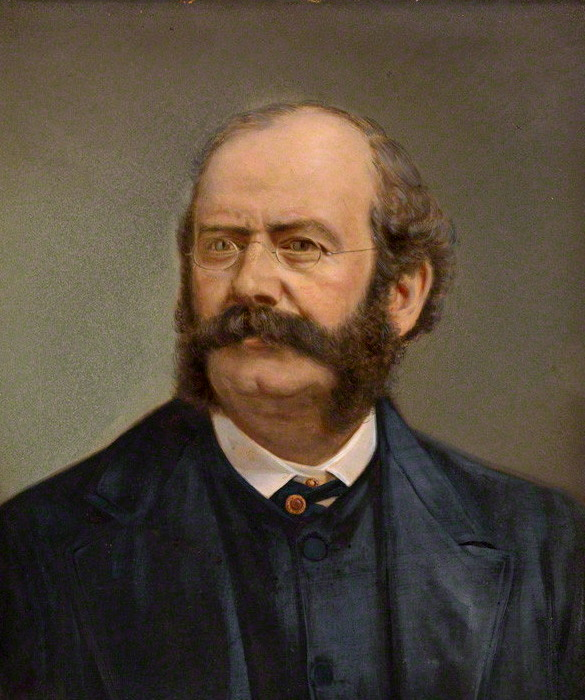

윌리엄 버지스(William Burges ARA, /ˈbɜːdʒɛs/; 1827년 12월 2일 – 1881년 4월 20일)는 영국의 건축가이자 디자이너였다. 빅토리아 시대의 가장 위대한 미술 건축가 중 한 명인 그는 자신의 작품을 통해 19세기 산업화와 신고전주의 건축 양식에서 벗어나 유토피아적인 중세 영국의 건축적, 사회적 가치를 재확립하고자 노력했다. 버지스는 고딕 복고주의 전통 안에 서 있으며, 그의 작품은 라파엘 전파의 작품을 반영하고 예술 및 공예 운동의 작품을 예고한다.

## 작품 목록

### 건물
- 솔즈베리 대성당
- 카디프성
- 해로우 스쿨

### 실행에 옮기지 못한 디자인
- 피렌체 대성당
- 세인트폴 대성당